# Llewelynia
Genre
Classification APG III (2009)
Llewelynia est un genre de plantes à fleurs de la famille des Melastomataceae. C'est un taxon monotypique qui ne contient que l'espèce Llewelynia williamsii, qui est un arbre endémique de la cordillère côtière au Venezuela.
Selon Plants of the World Online, c'est un synonyme d'Henriettea.